# Prowizorium budżetowe
Prowizorium budżetowe – budżet państwa uchwalony tymczasowo, na pewien czas przed budżetem rocznym, a także budżet roczny w formie ogólnych jego założeń. Jest to tryb awaryjny, wchodzi w życie, gdy ustawa budżetowa z pewnych względów nie może być uchwalona. Prowizorium budżetowe ma charakter tymczasowy, wygasa wraz z upływem terminu, na który zostało uchwalone, bądź też gdy ustawa budżetowa zostanie uchwalona. Określa dochody i wydatki Państwa. Tryb tworzenia prowizorium budżetowego jest taki sam jak ustawy budżetowej, czyli inicjatywa ustawodawcza przysługuje tylko Radzie Ministrów. Jedną z cech charakterystycznych prowizorium budżetowego jest to, iż jest ono uchwalane na okres krótszy niż 1 rok. Taką procedurę przewidywała już konstytucja marcowa. Ostatnio prowizorium w Polsce zostało uchwalone w 1992 roku.